# Eye of GNOME
Eye of GNOME es el visor de imágenes oficial del entorno de escritorio GNOME. A diferencia de otros visores, Eye of GNOME sólo muestra imágenes. Sin embargo, proporciona efectos básicos para una visualización mejorada, como zum, visión a pantalla completa, rotación y control de fondos transparentes en las imágenes.

## Características
Eye of GNOME es compatible con los siguientes formatos de fichero:
- ANI - Iconos animados de Windows
- BMP - Mapa de bits de Windows
- Graphics Interchange Format (GIF)
- ICO - Iconos de Windows
- JPEG - Joint Photographic Experts Group
- PCX - PC Paintbrush
- Portable Network Graphics (PNG)
- PNM - Portable Anymap from the PPM Toolkit
- RAS - Sun Raster
- Scalable Vector Graphics (SVG)
- TGA - Targa
- Tagged Image File Format (TIFF)
- Wireless Application Protocol Bitmap Format (WBMP)
- X BitMap (XBM)
- X PixMap (XPM)